# 娘子军
- 關於樣板戲劇目，請見「紅色娘子軍」。
- 關於19世纪末至20世纪初前往日本境外的日本妓女，請見「唐行小姐」。

娘子军，唐高祖李渊第三女平阳公主所统率的隋末义军。
617年五月，李渊在太原起兵，其女李氏及女婿柴绍在京师长安，闻迅后柴绍从小路逃亡太原。李氏则回到鄠县的庄园，散发财物，招引山中亡命之徒，得数百人，起兵以响应李渊。
鄠县临县盩厔司竹园（今周至县司竹镇）的另一支义军何潘仁部有数万人。李氏派遣家僮马三宝向何潘仁义军进行游说，得到其支持。何潘仁谒见李氏，以百名精兵为李氏护卫，奉李氏为主。而李氏的族叔李神通也在鄠县山南举兵，何潘仁奉命与李神通联合发兵，攻下鄠县。李氏以鄠县为大本营，盩厔的向善志义军，郿县的李仲文、丘师利义军等部也在马三宝游说下，加入李氏军中，经过统合的各部义军，以马三宝、何潘仁为首，多次击败京师留守派遣征讨的军队，并攻占盩厔、武功、始平等地，声势大振。义军申明法令，禁止兵士剽掠，于是远近皆来投奔，达七万人。李氏选精兵一万，号称“娘子军”，遂成大势。李氏派人去太原联络父亲李渊，李渊得讯后很高兴。
617年九月，唐军渡过黄河，李氏丈夫柴绍受命率数百名骑兵奔赴华阴，在终南山附近与李氏联络。李世民率唐军先锋兵马攻略渭北诸地，李氏与柴绍率娘子军精兵万余与李世民军会于渭北，联军合围京师。李氏与柴绍各自设置幕府，任命手下将领为幕府官吏，总管马三宝授左光禄大夫，何潘仁授上柱国，封盩厔县公。十一月，京师被唐军攻下，李渊封唐王。618年，李渊登基为帝，李氏受封平阳公主，以其军功卓著，每次的赏赐都与其他公主不同。
武德元年（618年），娘子军总管马三宝另击叛胡刘拔真于北山，破之。九月，马三宝率娘子军隶属秦王所率唐军，与西秦薛仁果军在析墌城（属泾州安定县）相持。十一月，秦王大破薛仁杲于浅水原，马三宝迁左骁卫将军。
武德二年（619年）闰二月，娘子军将领左屯卫将军何潘仁及山贼张子惠大战于司竹园，何潘仁战死。之后骁骑将军赵钦、王娑罗与山贼再次战于盩厔，死之。
七月，唐军设置十二军，岐州道为平道军，娘子军总管马三宝为平道军将。
武德六年（623年）二月，平阳公主薨。诏加前后部鼓吹、班剑四十人，武贲甲卒送葬。谥曰昭。四月，吐谷浑入寇洮、岷二州。马三宝率军随岐州刺史柴绍救援岷州，大败吐谷浑。